# Takanori Nunobe
Takanori Nunobe (Osaka, 23 september 1973) is een voormalig Japans voetballer.

## Carrière
Takanori Nunobe speelde tussen 1995 en 2008 voor Verdy Kawasaki, Júbilo Iwata, Vissel Kobe, Cerezo Osaka en Avispa Fukuoka.